# Stazione di Galapagar-La Navata
La stazione di Galapagar-La Navata è una fermata ferroviaria di Galapagar, sulla linea Madrid-Hendaye.
La stazione dispone di servizi di media distanza e forma parte delle linee C3, C8 e C10 delle Cercanías di Madrid.
Si trova in carretera de La Navata, nel quartiere La Navata del comune di Galapagar.

## Storia
La stazione è stata inaugurata il 9 agosto 1861 con l'inaugurazione del tratto Madrid-El Escorial della linea Madrid-Hendaye.